# King of the Delta Blues Singers
King of the Delta Blues Singers ist ein 1961 bei Columbia Records erschienenes Kompilation-Album, welches Material des US-amerikanischen Bluesmusikers Robert Johnson enthält, das im November 1936 und im Juni 1937 in einer zweiteiligen Session aufgenommen wurde.
Die meisten Songs waren zuvor bereits in den 1930er-Jahren bei Vocalion Records veröffentlicht worden, doch es war die Publikation von King of the Delta Blues Singers, die Johnson einem breiten, nun auch weißen Publikum zugänglich machte und Johnsons Reputation als einer der größten Blues-Musiker aller Zeiten rechtfertigte. Zuvor war er nur einem kleinen Publikum bekannt. Das Album wurde 1982 als erste LP in die Blues Hall of Fame aufgenommen.
In der Tat ist King of the Delta Blues Singers eine der, wenn nicht gar die wichtigste Erscheinung in der Bluesmusik und gilt ferner als eines der größten Alben der Musikgeschichte. Der Rolling Stone listete das Album 2003 in ihrer Liste der 500 größten Alben aller Zeiten auf Platz 27. In der überholten Fassung, die das Magazin einige Jahre später erstellte, wurde dieses Album durch eine vollständige Kompilation aller Johnson-Songs „ersetzt“. The Complete Recordings ist derzeit sogar auf dem 22. Platz gelistet.
Das Mojo Magazine listete das Album auf Platz 6 jener Alben, die die Welt veränderten.

## Hintergründe
Robert Johnson war zum Zeitpunkt als die Platte erschien praktisch nur Sammlern bekannt. Er hatte zu Lebzeiten nur in zwei Aufnahmesessions Material aufgenommen, das sich zwar gut verkaufte, ihn zunächst aber nicht länger im Gedächtnis der Musikfans verankerte. Sein früher Tod im Alter von nur 27 Jahren machte weitere Aufnahmen unmöglich, festigte aber den sehr mythologischen Ruf, den Johnson umgab. So erzählte man sich, er habe dem Teufel in einem faustschen Pakt seine Seele verkauft, um sehr schnell ein guter Gitarrist zu werden. Tatsächlich war das für viele die einzige Möglichkeit Johnsons Talent zu beschreiben. Zu Anfang seiner Karriere war er noch von Blues-Musikern wie Son House für sein Können auf der Gitarre verlacht worden.
King of the Delta Blues Singers und das 1970 erschienene Album Vol. II führten zu einer Wiederentdeckung von Johnson als Musiker und Person und brachten ihn schließlich in die Riege der größten Blues-Musiker aller Zeiten. Viele bedeutende Musiker innerhalb und außerhalb der Bluesmusik haben Stücke von Johnson live und im Studio gespielt. Unter ihnen: Eric Clapton, Howlin’ Wolf, Elmore James und Bob Dylan.

## Erscheinung
Das Album King of the Delta Blues Singers erschien 1961 bei Columbia Records. Zu Lebzeiten waren Johnsons Aufnahmen bei Vocalion Records erschienen. Dass Johnson nun bei einem so populären Label vertrieben wurde, führte dazu, dass man dem Album mehr Beachtung schenkte. Tatsächlich war im Allgemeinen zum Zeitpunkt der Erscheinung ziemlich wenig von Johnsons Leben und seiner Persönlichkeit bekannt, sodass der Originalplattentext viele Angaben enthielt, die heutzutage als falsch gelten. 1998 wurde das Album schließlich auch als CD herausgebracht.

## Titelliste
Alle Songs wurden von Robert Johnson geschrieben.
1. Cross Road Blues – 2:29
2. Terraplane Blues – 3:01
3. Come On in My Kitchen – 2:52
4. Walkin’ Blues – 2:30
5. Last Fair Deal Gone Down – 2:39
6. 32-30 Blues – 2:50
7. Kind Hearted Woman Blues – 2:51
8. If I Had Possession over Judgement Day - 2:36
9. Preachin’ Blues – 2:52
10. When You Got a Good Friend – 2:56
11. Ramblin’ on My Mind – 2:52
12. Stones in my Passway – 2:28
13. Traveling Riverside Blues – 2:47
14. Milkcow’s Calf Blues – 2:17
15. Me and the Devil Blues – 2:34
16. Hellhound on My Trail – 2:37